# Rio Caşocuţa
O Rio Caşocuţa é um rio da Romênia, afluente do Caşoca, localizado no distrito de Buzău.